# Pallas (fils de Pandion)
Pour les articles homonymes, voir Pallas.
Dans la mythologie grecque, Pallas (en grec ancien Πάλλας / Pállas), fils de Pandion (roi de Mégare, fils de Cécrops) et de Pylia, est le frère d'Égée, Lycos et Nisos.
Il reçoit une partie du royaume de son père en héritage et a cinquante fils, nommés les Pallantides, qui s'opposent à Thésée lorsque le trône d'Athènes lui est accordé. Il est également le père d'Aricie. Il est (comme son nom l'indique) victorieux de ses batailles, don qu'il tient de la déesse Athéna, mère de son ancêtre divin, Érichthonios.  